# Sint Nicolaasbrug (Haarlem)
De Sint Nicolaasbrug ook bekend als de Koralenbrug was een brug in het centrum van de stad Haarlem. De brug is in 1804 afgebroken. De brug verbond de oevers van het Donkere Spaarne en de Houtmarkt. De brug lag in het verlengde van de Koralensteeg, en was vernoemd naar de in 1450 gestichte Sint Nicolaaskapel, die aan het eind van de Spaarnwouderstraat tussen de Houtmarkt en de Spaarnwouderpoort was gelegen. 
Er bestaan plannen om de brug weer terug te brengen om zo de verbinding tussen het centrum van de stad en het stadsdeel Haarlem-Oost te verbeteren. De brug zou dan aangelegd worden als ook het hele gebied rond de koepelgevangenis op de schop gaat, als onderdeel van plan Spaarnesprong.